# Emilio Saba
Emilio Esteban Saba Fassioli (Lima, Perú; 26 de marzo de 2001) es un futbolista peruano. Juega como lateral derecho y su equipo actual es Foot Ball Club Melgar de la Liga 1 del Perú.

## Trayectoria
Surgido en el Club Esther Grande de Bentín, perteneció hasta el año 2018 en dicho club, mismo año donde, debido a convenios, pasó a reforzar las divisiones menores del Sport Boys y de Alianza Lima. A su vez, viajaría a Alemania para pasar pruebas en el Werder Bremen.
En 2019, pasó a ser parte del Foot Ball Club Melgar, donde llegaría por recomendación de Marco Valencia, quien lo dirigió durante su etapa en Esther Grande de Bentín. En su primer año, sería parte del equipo de Reservas.
En 2020, reforzó al primer equipo tras la reanudación de la Liga 1, debido a la suspensión del Torneo de Promoción y Reserva, esto por la pandemia de COVID-19 en Perú. De esta manera, bajo la dirección de Carlos Bustos, realizaría su debut profesional el 27 de agosto de 2020, en la derrota por 2-0 ante Carlos Stein, reemplazando a Alexis Arias en el minuto 79 de juego. Volvería a jugar en la siguiente fecha, en la derrota por 1-0 ante Sport Boys, ingresando en el minuto 82 en lugar de Joel Sánchez. No volvería a jugar más en dicho año, logrando con Melgar la clasificación a la Copa Sudamericana 2021.
En marzo de 2021, Saba fue prestado al Deportivo Municipal.
Tras una temporada irregular, el lateral regresó a Arequipa y volvió a ser prestado, esta vez al Universidad Técnica de Cajamarca, donde si logró tener continuidad. Jugó 17 partidos en la temporada 2022.
En enero de 2023, Saba se unió al Asociación Deportiva Tarma, en condición de préstamo nuevamente.
Para el 2024 ficha por la Carlos A. Mannucci para afrontar la Liga 1 2024. El club acabó en el puesto 16 de la tabla de la Liga 1 2024 al final de la temporada, por lo que terminó descendiendo a la Liga 2.

## Selección nacional
Durante 2020 y 2021 fue convocado a distintos microciclos de la selección sub-20.
El día 25 de agosto de 2023 sería llamado por primera vez a la selección nacional por Juan Reynoso, estando en una lista de veintiocho futbolistas del torneo local para las fechas 1 y 2 de las clasificatorias para el Mundial 2026 y de cara al Torneo Preolímpico Sudamericano Sub-23 de 2024, sucediendo de nuevo de cara a las fechas 5 y 6.
En diciembre sería convocado por José Guillermo del Solar para integrar la selección sub-23 en amistosos previos al Preolímpico. Sería titular y capitán en cuatro amistosos, dos ante Colombia y dos ante Bolivia. En uno de los duelos ante Bolivia, vencerían 4-0 y anotaría un gol de penal, además de brindar dos asistencias a Víctor Guzmán. Finalmente, estaría en la lista de jugadores que disputarían el Preolímpico. Jugaría en los cuatros partidos de la primera fase, donde se reafirmaría como capitán. Ganarían un partido y perderían otros tres, quedando de esta manera últimos del grupo y eliminados.

### Participación en Campeonatos Sudamericanos
| Torneo                                  | Sede      | Resultado      | Partidos | Goles |
| --------------------------------------- | --------- | -------------- | -------- | ----- |
| Preolímpico Sudamericano Sub-23 de 2024 | Venezuela | Fase de grupos | 4        | 0     |

## Estadísticas

### Clubes
| Club | Div.          | Temporada     | Liga  | Liga  | Liga   | Copas nacionales(1) | Copas nacionales(1) | Copas nacionales(1) | Torneos internacionales(2) | Torneos internacionales(2) | Torneos internacionales(2) | Total | Total | Total  |
| Club | Div.          | Temporada     | Part. | Goles | Asist. | Part.               | Goles               | Asist.              | Part.                      | Goles                      | Asist.                     | Part. | Goles | Asist. |
| --- | ------------- | ------------- | ----- | ----- | ------ | ------------------- | ------------------- | ------------------- | -------------------------- | -------------------------- | -------------------------- | ----- | ----- | ------ |
| F. B. C. Melgar · Perú                                                                                    | 1.ª           | 2020          | 2     | 0     | 0      | —                   | —                   | —                   | 0                          | 0                          | 0                          | 2     | 0     | 0      |
| F. B. C. Melgar · Perú                                                                                    | 1.ª           | 2025          | 1     | 0     | 0      | —                   | —                   | —                   | 0                          | 0                          | 0                          | 1     | 0     | 0      |
| F. B. C. Melgar · Perú                                                                                    | Total club    | Total club    | 3     | 0     | 0      | 0                   | 0                   | 0                   | 0                          | 0                          | 0                          | 3     | 0     | 0      |
| Deportivo Municipal · Perú                                                                                | 1.ª           | 2021          | 6     | 0     | 0      | 0                   | 0                   | 0                   | —                          | —                          | —                          | 6     | 0     | 0      |
| Deportivo Municipal · Perú                                                                                | Total club    | Total club    | 6     | 0     | 0      | 0                   | 0                   | 0                   | 0                          | 0                          | 0                          | 6     | 0     | 0      |
| U. T. C · Perú                                                                                            | 1.ª           | 2022          | 17    | 0     | 1      | —                   | —                   | —                   | —                          | —                          | —                          | 17    | 0     | 1      |
| U. T. C · Perú                                                                                            | Total club    | Total club    | 17    | 0     | 1      | 0                   | 0                   | 0                   | 0                          | 0                          | 0                          | 17    | 0     | 1      |
| A. D. T · Perú                                                                                            | 1.ª           | 2023          | 28    | 0     | 0      | —                   | —                   | —                   | —                          | —                          | —                          | 28    | 0     | 0      |
| A. D. T · Perú                                                                                            | Total club    | Total club    | 28    | 0     | 0      | 0                   | 0                   | 0                   | 0                          | 0                          | 0                          | 28    | 0     | 0      |
| Carlos A. Mannucci · Perú                                                                                 | 1.ª           | 2024          | 25    | 0     | 1      | —                   | —                   | —                   | —                          | —                          | —                          | 25    | 0     | 1      |
| Carlos A. Mannucci · Perú                                                                                 | Total club    | Total club    | 25    | 0     | 1      | 0                   | 0                   | 0                   | 0                          | 0                          | 0                          | 25    | 0     | 1      |
| Total carrera                                                                                             | Total carrera | Total carrera | 79    | 0     | 2      | 0                   | 0                   | 0                   | 0                          | 0                          | 0                          | 79    | 0     | 2      |
| (1)Incluye datos de la Copa Bicentenario (2)Incluye datos de la Copa Libertadores y la Copa Sudamericana. |               |               |       |       |        |                     |                     |                     |                            |                            |                            |       |       |        |

### Selecciones
| Selección     | Temporada     | Amistosos | Amistosos | Amistosos | Sudamérica | Sudamérica | Sudamérica | Mundial | Mundial | Mundial | Total | Total | Total  |
| Selección     | Temporada     | Part.     | Goles     | Asist.    | Part.      | Goles      | Asist.     | Part.   | Goles   | Asist.  | Part. | Goles | Asist. |
| ------------- | ------------- | --------- | --------- | --------- | ---------- | ---------- | ---------- | ------- | ------- | ------- | ----- | ----- | ------ |
| Sub-23 · Perú | 2023          | 4         | 1         | 2         | —          | —          | —          | —       | —       | —       | 4     | 1     | 2      |
| Sub-23 · Perú | 2024          | —         | —         | —         | 4          | 0          | 0          | —       | —       | —       | 4     | 0     | 0      |
| Sub-23 · Perú | Total         | 4         | 1         | 2         | 4          | 0          | 0          | 0       | 0       | 0       | 8     | 1     | 2      |
| Total carrera | Total carrera | 4         | 1         | 2         | 4          | 0          | 0          | 0       | 0       | 0       | 8     | 1     | 2      |

## Palmarés

### Campeonatos nacionales
| Título          | Club            | País | Año  |
| --------------- | --------------- | ---- | ---- |
| Torneo Apertura | F. B. C. Melgar | Perú | 2022 |